# Bagshot Park
Bagshot Park é uma residência real situada nas proximidades de Bagshot, uma aldeia localizada a cerca de 18 km (11 milhas) a sul de Windsor. Encontra-se em Bagshot Heath, uma extensão de 130 km² (50 milhas quadradas) de terreno anteriormente aberto, abrangendo os condados de Surrey e Berkshire. Bagshot Park ocupa uma área de 21 hectares (51 acres) dentro da zona designada do Windsor Great Park.
A mansão foi classificada como edifício de interesse arquitectónico ou histórico especial (grau II) em 1976. O edifício atual foi construído em 1879 no local de uma mansão anterior, em tijolo vermelho com elementos em pedra, no estilo neogótico Tudor, para o Príncipe Artur, Duque de Connaught. Foram adicionadas extensões laterais e traseiras no final do século XIX e início do século XX. Os jardins paisagísticos também estão classificados como grau II no Registo de Parques e Jardins Históricos.

## História
O Príncipe Henrique chegou a Bagshot Lodge a 4 de setembro de 1609 e ofereceu £1 aos músicos que o entreteram. Em 1612, o Rei Jaime nomeou Noël de Caron como Guarda do Parque, cargo que este manteve até à sua morte em 1624. O lodge foi reconstruído entre 1631 e 1633 como parte de uma série de pequenos alojamentos concebidos para o Rei Carlos I por Inigo Jones. Foi remodelado entre 1766 e 1772 segundo os planos de James Paine para George Keppel, 3.º Conde de Albemarle, e alterado em 1798 por Sir John Soane para o Duque de Clarence (mais tarde Rei Guilherme IV), que ali residiu até 1816.
Bagshot Park foi posteriormente utilizado pelo Príncipe William Frederick, Duque de Gloucester, sobrinho do Rei Jorge III. O Duque adquiriu parcelas de terreno entre a propriedade e Sunningdale; a sua viúva, a Princesa Maria, filha do Rei Jorge III, continuou a residir ali após a sua morte, até se mudar em 1847. A casa original foi demolida entre 1877 e 1878.
Um novo edifício com 120 divisões foi concluído em 1879. O recenseamento de 1881 regista a presença de um ajudante de campo e 26 criados a residir na casa principal: um submordomo, uma governanta, quatro criados de quarto, duas damas de companhia, duas assistentes de vestuário, uma cozinheira, três ajudantes de cozinha, três criadas de limpeza, três lacaios, um pajem, um porteiro, uma ajudante de copa, dois funcionários juniores e um soldado. Um cocheiro e sete tratadores de cavalos residiam nas cavalariças. Dois outros membros do pessoal doméstico viviam num dos alojamentos da propriedade, três trabalhadores agrícolas noutro, e há registo de um jardineiro residente na propriedade.
A partir de 1880, esta foi a residência principal do Príncipe Artur, Duque de Connaught e Strathearn, filho da Rainha Vitória. O Duque, que foi Governador-Geral do Canadá entre 1911 e 1916, faleceu em Bagshot Park em 1942. A propriedade encontrava-se em regime de uso gracioso.
Após a morte do Duque, Bagshot Park foi requisitado pelo Exército para ser utilizado pelo Serviço Territorial Auxiliar (que mais tarde se tornaria o WRAC) como Colégio de Estado-Maior. Esta utilização cessou no final da guerra.
Em 1946, o Rei Jorge VI ofereceu a casa ao Departamento de Capelães do Exército Real para ser utilizada como Casa Eclesiástica e Depósito de Capelães. Os Capelães do Exército ocuparam a residência a partir de 1947, mas mudaram-se para Andover, Hampshire, em abril de 1996, pouco antes de o então Conde e a Condessa de Wessex assumirem a residência. Os Capelães do Exército ficaram conhecidos por colocarem uma placa junto ao lago com a inscrição: "Por favor, não caminhe sobre as águas". O letreiro original foi retirado aquando da sua partida, mas foi substituído por um novo, fabricado pela J. M. J. Holland Chairmakers e oferecido ao Conde de Wessex.
Embora a casa tenha sido criticada como sendo feia pelo historiador de arquitetura Nikolaus Pevsner, foi considerada a residência real mais arrojada construída desde a morte do Príncipe Alberto, consorte da Rainha Vitória, em 1861. É também um monumento notável na história do gosto indiano na Grã-Bretanha: uma ala indiana destinada a sala de bilhar, que viria a inspirar a mais famosa Sala Durbar em Osborne House, foi pré-fabricada na Índia e instalada na década de 1880. Esta iniciativa resultou na viagem do Duque de Connaught à Índia, durante a qual o Duque conheceu John Lockwood Kipling e lhe pediu que desenhasse e supervisionasse a instalação de uma sala de bilhar ao estilo indiano. Os artesãos indianos que montaram e instalaram a sala em Bagshot foram alojados numa tenda nos terrenos da propriedade. A obra durou dois anos e foi oferecida como presente de casamento pelos príncipes indianos ao Duque e à Duquesa de Connaught.

## Contrato de Arrendamento aoPríncipe Eduardo, Duque de Edimburgo
Em março de 1998, Bagshot Park, um bloco de cavalariças e o Sunningdale Lodge foram arrendados pelo Crown Estate ao Príncipe Eduardo por um período de 50 anos. A casa foi renovada para servir de residência ao príncipe. As obras de renovação foram financiadas parcialmente pelo Crown Estate e parcialmente pelo próprio Príncipe Eduardo. O custo inicial estimado da renovação era de £2,18 milhões, dos quais £1,6 milhões seriam suportados pelo Crown Estate, sendo o restante pago pelo príncipe. O relatório do National Audit Office (NAO) sobre a transação indica que o custo final da renovação foi de £2,98 milhões; o Crown Estate pagou £1,6 milhões, e o excesso estimado de £1,38 milhões foi suportado pelo Príncipe Eduardo. O príncipe arrendou inicialmente a propriedade ao Crown Estate por £5.000 anuais, valor que, após as obras, aumentou para £90.000 anuais, sujeito a revisões de renda de 15 em 15 anos, indexadas ao Índice de Preços no Consumidor (RPI). Segundo o relatório do NAO, a propriedade arrendada pelo príncipe não inclui terrenos agrícolas comerciais nem áreas florestais. O contrato de arrendamento permite o subarrendamento do bloco de cavalariças.
Desde então, o Príncipe Eduardo prorrogou o contrato de arrendamento para 150 anos, mediante o pagamento de £5 milhões.